# Heian (karaté)
Pour les articles homonymes, voir Heian.
 (novembre 2009).
On dénomme par Heian (esprit paisible en japonais) les cinq katas de base du karaté Shotokan. Il s'agit de la modification des katas Pinan faite par Funakoshi senseï en 1936.

## Description
Ces katas sont traditionnellement enseignés au début de l'apprentissage du karaté Shotokan. Bien qu'ils ressemblent fortement aux Pinan, ils sont très différents et ne doivent pas y être assimilés de manière générale. Il est d'ailleurs important de noter que ces katas sont appelés Pinan dans certains styles et Heian dans d'autres en parlant des mêmes katas. Certains styles pratiquent même les Pinan et les Heian ; ils sont, dans ce cas, différents. On sait toutefois que la dénomination Pinan est d'origine chinoise (ping'an), et Heian d'origine japonaise, ayant à peu près la même signification.
À la fin du XIXe siècle et au début du XXe, les Okinawaiens ne se sentaient pas encore vraiment japonais (aujourd'hui non plus, d'ailleurs[réf. nécessaire]).
À cause de la guerre sino-japonaise du début du XXe siècle, les termes d'origine chinoise ont peu à peu été bannis du vocabulaire japonais, remplacé par le terme japonais équivalent. Ceci pour tous les termes d'origine chinoise utilisés couramment au Japon, et pas seulement pour le karaté.
Funakoshi senseï en 1936, Okinawaien immigré au Japon, a donc remplacé les termes Pinan par Heian, dans la logique de ce qui précède et par souci de meilleure intégration. Et, pour mieux justifier ce changement, il a aussi modifié et la forme des katas, et leur ordre.
De la même manière, beaucoup d'autres katas furent ainsi 'japonisés'. 
Les katas Heian se nomment dans l'ordre :
- Heian Shodan
- Heian Nidan
- Heian Sandan
- Heian Yo(n)dan
- Heian Godan

dan signifie niveau en japonais et Sho (1), Ni (2), etc.

## Exécution des Heian dans les différents styles

### En Shotokan
Les katas Heian sont les premiers katas que les karatékas apprennent en karaté Shotokan/Shotokai en parallèle avec les Taikyoku. Ils seront appris dans l'ordre et approfondis à chaque passage de grade.

#### Heian Shodan
Heian Shodan (平安初段) est le premier kata de la série Heian pratiqué en karaté shotokan-ryu. Heian Shodan est la base de la pratique du karaté et est en général le premier kata qu'un karatéka apprend et pratique. Une variante appelée Taikyoku Shodan (qui a la même forme que Heian Shodan mais avec quelques subtilités de poings) est aussi pratiquée par certaines fédérations.
Correspond à Pinan Nidan, il est composé de 21 techniques et s'exécute en environ 25 secondes.

#### Heian Nidan
Il correspond à Pinan Shodan et est apparenté à Bassai Dai. Il était au départ le premier Pinan mais ensuite renommé comme deuxième Heian par Gichin Funakoshi.
Le kata se compose de 26 mouvements et s'exécute en environ 40 secondes. Ce kata contient, comparativement à Heian Shodan, des techniques plus difficiles comme Yoko Geri (coup de pied latéral) et Mae Geri (coup de pied frontal), Nukite (frappe du bout des doigts) et Uchi Uke (technique de blocage d'intérieur en extérieur). Un élément central de ce kata est la position vers l'arrière appelée Kokutsu Dachi qui y est particulièrement fréquente.

#### Heian Sandan
Heian Sandan suit directement le kata Heian Nidan dans l'apprentissage et contient des techniques basses et moyennes.
L'essence de ce kata est l'utilisation des avant-bras contre une attaque au buste. Notez particulièrement la tenue bien droite des épaules lors d'un coup de poing, également le contrôle de la position droite du dos sur la position du cheval Kiba-dachi et l'utilisation du corps (Tai sabaki) dans les déplacements simultanés des pieds (Yori Ashi). Ce kata dont le schéma de reproduction (Embusen) forme un T, est composé de 20 mouvements (23 chez Funakoshi, 21 chez Kanazawa) et son exécution dure en moyenne 25 à 40 secondes.

#### Heian Yondan
Ce kata est caractérisé par une grande dynamique, l'étude de techniques doubles de blocage et l'utilisation de techniques de pieds. Celui-ci fut fort probablement dérivé du kata Kushanku (ou Kanku). Il se compose de 27 actions et s'exécute en environ 50 secondes.

#### Heian Godan
Nombre des principes de base du karaté sont réunis dans ce kata : Mizu nagare-gamae représente ce principe célèbre : les techniques de défense, des techniques de défense alternées entre les trois niveaux (Gedan, Chudan, Jodan), la saisie d'arme et contre-attaque, la technique de contre-attaque par changement d'orientation, l'esquive d'une attaque par un saut, esquiver et contrer (Tai Sabaki) avec des techniques de type Nagashi (techniques glissées) et le classique Kamaekata Manji-gamae, etc.  Par la profusion des techniques, ce kata établit une bonne base d'un riche style de combat. Par conséquent, il est logique que son exécution requière justesse de rythme et de timing. Ce kata combine alternativement des mouvements rapides successifs et des techniques d'attaque rapides. Il se compose de 25 mouvements et devrait être exécuté en environ 50 secondes.

### En Shito-ryu
Les Pinans sont les premiers katas enseignés en Shito-ryu. Ils correspondent à une évolution plus moderne des Heian enseignés en Shotokan : les niveaux correspondent un pour un sauf pour Pinan Shodan qui correspond à Heian Nidan et inversement. Il est d'ailleurs surprenant que les Heian soient enseignés comme une forme plus ancienne (positions plus hautes) alors que la dénomination est plus récente que Pinan. 